# باند (مجارستان)
باند (به مجاری: Bánd) یک شهرداری در مجارستان است که در ناحیه وسپرم واقع شده‌است. باند ۹٫۹ کیلومتر مربع مساحت و ۶۷۳ نفر جمعیت دارد.